# Паринов, Иван Анатольевич
Иван Анатольевич Па́ринов (6 мая 1956) — российский учёный, механик, член-корреспондент Российской инженерной академии (2014 год). С 1978 года работает в Институте математики, механики и компьютерных наук им. Воровича И. И. Южного Федерального университета, в настоящее время — главный научный сотрудник.

## Биография

### Образование
- 1973 год — окончил среднюю школу № 52 города Ростова-на-Дону;
- 1978 год — окончил механико-математический факультет Ростовского государственного университета (РГУ);

### Ученая степень
- 1990 год — защитил кандидатскую диссертацию по физико-математическим наукам в РГУ;
- 2007 год — защитил докторскую диссертацию по техническим наукам в Южно-Российском государственном техническом университете.

### Достижения
- 1994 год — действительный член Нью-Йоркской Академии Наук;
- 1996 год — член Американского математического общества;
- 1998 год — член Европейского математического общества;
- 2008 год — почётный Член Всероссийского Общества Изобретателей и Рационализаторов;
- 2014 год — член-корреспондент Российской инженерной академии;
- 2016 год — член The Indian Structural Integrity Society;
- победитель конкурсного отбора Министерства образования и науки РФ по базовой части государственного задания на 2014—2016 и 2017—2019 года по направлению «Организация проведения научных исследований» по Южному федеральному университету.

### Работа
- Организатор и сопредседатель международных конференций:
  - Russian-Taiwanese Symposium «Physics and Mechanics of New Materials and Their Applications», PMNM-2012 (4-6 June, 2012, Rostov-on-Don, Russia);
  - 2013 International Symposium on «Physics and Mechanics of New Materials and Underwater Applications», PHENMA-2013 (5-8 June, 2013, Kaohsiung, Taiwan);
  - 2014 International Symposium on «Physics and Mechanics of New Materials and Underwater Applications», PHENMA-2014 (27-29 March, 2014, Khon Kaen, Thailand);
  - 2015 International Conference on «Physics and Mechanics of New Materials and Their Applications», PHENMA-2015 (19-22 May, 2015, Azov, Russia), devoted to 100-year Anniversary of the Southern Federal University;
  - 2016 International Conference on «Physics and Mechanics of New Materials and Their Applications», PHENMA-2016 (19-22 July, 2016, Surabaya, Indonesia);
  - 2017 International Conference on «Physics and Mechanics of New Materials and Their Applications», PHENMA-2017 (14-16 October, 2017, Jabalpur, India);
  - 2018 International Conference on “Physics and Mechanics of New Materials and Their Applications”, PHENMA-2018 (9-11 August 2018, Busan, South Korea);
  - 2019 International Conference on “Physics and Mechanics of New Materials and Their Applications”, PHENMA-2019 (7-10 November 2019, Hanoi, Vietnam);
  - 2020 International Conference on “Physics and Mechanics of New Materials and Their Applications”, PHENMA-2020 (26-29 March 2021, Kitakyushu, Japan);
  - 10th Anniversary International Conference on “Physics and Mechanics of New Materials and Their Applications”, PHENMA 2021–2022 (23–27 May, 2022,  Divnomorsk, Russia)
  - 2023 International Conference on “Physics and Mechanics of New Materials and Their Applications”, PHENMA-2023 (3-8 October 2023, Surabaya, Indonesia);
  - 2024 International Conference on “Physics and Mechanics of New Materials and Their Applications”, PHENMA-2024 (6-11 November, 2024, Indore, India);
- Реферировал статьи и монографии в реферативных журналах Zentralblatt fur Mathematik (Germany) и Mathematical Reviews (USA) (1994 - 2018), более 500 рефератов;
- Член редколлегии, рецензент и редактор специальных выпусков журнала Journal of Advanced Dielectrics (с 2020 г.);
- Рецензент и редактор специальных выпусков журнала Applied Sciences, MDPI (с 2018 г.);
- Рецензент 31 журнала издательства MDPI Multidisciplinary Digital Publishing Institute (Basel, Switzerland), с 2020 г., более 140 рецензий: Acoustics (SJR: Q3, IF = 0.30), Alloys, Applied Sciences (SJR: Q2, IF = 0.52), Axioms (SJR: Q3), Big Data and Cognitive Computing (SJR: Q1, IF = 0.92), Bioengineering (SJR: Q2, IF = 0.74), Biomimetics (SJR: Q2, IF = 0.65), Biosensors (SJR: Q1, IF = 0.89), Coatings (SJR: Q2, IF = 0.54), Computers (SJR: Q2, IF = 0.81), Crystals (SJR: Q2, IF = 0.49), Electronics (SJR: Q2, IF = 0.62), Energies (SJR: Q1, IF = 0.71), Entropy (SJR: Q2, IF = 0.52), Fractal and Fractional (SJR: Q2, IF = 0.75), Gels (SJR: Q1, IF = 0.85), Journal of Imaging (SJR: Q1, IF = 0.66), Journal of Marine Science and Engineering (SJR: Q2, IF = 0.58), Machines (SJR: Q2, IF = 0.57), Materials (SJR: Q2, IF = 0.61), Mathematics (SJR: Q2, IF = 0.50), Micromachines (SJR: Q2, IF = 0.58), Nanomaterials (SJR: Q1, IF = 0.81), Optics (SJR: Q3, IF = 0.31), Pharmaceutics (SJR: Q1, IF = 1.08), Polymers (SJR: Q1, IF = 0.92), Remote Sensing (SJR: Q1, IF = 1.02), Sensors (SJR: Q1, IF = 0.76), Sustainability (SJR: Q1, IF = 0.69), Telecom (SJR: Q2, IF = 0.63), Water (SJR: Q1, IF = 0.75);
- Эксперт международных научных проектов по программам: INTAS (2004), FP-7 (2010), ERA.NET RUS (2011, 2015);
- Эксперт РАН (с 2016 года);
- Эксперт РФФИ (с 2017 года);
- Эксперт РНФ (с 2019 года), более 140 экспертиз проектов РНФ и отчетов по проектам;
- Зарегистрирован в федеральном реестре экспертов научно-технической сферы (2012 - 2021).

## Научная деятельность
Исследовательские интересы связаны с разработкой, исследованием и применением новых материалов и композитов (в частности, высокотемпературных сверхпроводников, сегнето-, пьезоэлектриков и перспективных строительных материалов и композитов), механикой разрушения и физикой прочности, акустической эмиссией и оптикой, математическим моделированием и экспериментом, а также разработкой, созданием и исследованием энергоэффективных устройств (пьезогенераторов, пьезоактуаторов и харвестеров).
В 1993-2024 гг. был руководителем грантов Soros Foundation, Collaboration for Basic Science and Education (COBASE, USA), Российского научного фонда (1 грант), Российского фонда фундаментальных исследований (14 грантов), Министерства образования и науки РФ (9 грантов и НИР) и Южного федерального университета (5 грантов).
Паринов И. А. опубликовал более 500 научно-технических работ практически во всех ведущих странах мира, среди которых 44 монографии (в частности, 18 опубликованы в издательстве Springer, 1 в World Scientific Publishing и 19 в Nova Science Publishers), имеет 14 патентов РФ и авторских свидетельств на изобретения СССР, 4 свидетельства о государственной регистрации программы для ЭВМ. Его разработки были награждены 34 золотыми медалями и специальными призами на международных выставках, проведенных в Азии, Америке, Африке и в Европе.
Список основных публикаций:
Ivan A. Parinov, Sergey V. Zubkov, Alexander S. Skaliukh, Valery A. Chebanenko, Alexander V. Cherpakov, Yuri E. Drobotov. Advanced Ferroelectric and Piezoelectric Materials With Improved Properties and their Applications. ISBN 978-981-12-8424-3. World Scientific Publishers, Singapore, 285 p., 2024, https://doi.org/10.1142/13622
Levon R. Mailyan Sergey A. Stel’makh, Evgenii M. Shcherban', Mikhail G. Kholodnyak, Alla S. Smolyanichenko, Ivan A. Parinov, Alexander V. Cherpakov. Management of Structure Formation and Properties of Cement Concretes. Series: Innovation and Discovery in Russian Science and Engineering. Springer Nature Switzerland AG, 2022. – 236 p., ISBN 978-3-031-08918-3, https://doi.org/10.1007/978-3-031-08919-0
Ю. Н. Захаров, Е. И. Ситало, И. А. Паринов, Н. А. Болдырев Пироэлектрический, флексоэлектрический и родственные эффекты в сегнетоэлектриках, антисегнетоэлектриках, сегнетоэлектриках-релаксорах и мультиферроиках. Ростов-на-Дону; Таганрог: ЮФУ, 2021. – 242 с. ISBN 978-5-9275-3972-7,
https://book.ru/book/947324
Alexander A. Lyapin, Ivan A. Parinov, Nina I. Buravchuk, Alexander V. Cherpakov, Ol’ga V. Shilyaeva, Ol’ga V. Guryanova. Improving Road Pavement Characteristics   - Applications of Industrial Waste and Finite Element Modelling. Series: Innovation and Discovery in Russian Science and Engineering. Springer Cham, Switzerland, 2020. – 238 p. ISBN 978-3-030-59229-5 https://doi.org/10.1007/978-3-030-59230-1
Sergey Shevtsov, Arkady N. Soloviev, Ivan A. Parinov, Alexander V. Cherpakov, Valery A. Chebanenko. Piezoelectric Actuators and Generators for Energy Harvesting - Research and Development. Series: Innovation and Discovery in Russian Science and Engineering. Springer Cham, Switzerland. 2018. – 182 p. ISBN 978-3319756288 https://doi.org/10.1007/978-3-319-75629-5
Valeri G. Dneprovski, Gevork Ya. Karapetyan, Ivan A. Parinov. Surface Acoustic Wave Devices. Nova Science Publishers, New York. 2016 – 177 p. ISBN 978-1-63485-368-2 https://novapublishers.com/shop/surface-acoustic-wave-devices/
I. A. Parinov. Microstructure and Properties of High-Temperature Superconductors. Second Edition. Heidelberg, New York, Dordrecht, London: Springer. – 2012. – 779 p. ISBN 978-3-642-34440-4 https://doi.org/10.1007/978-3-642-34441-1 (First Edition: 2007. - 586 p. ISBN 978-3-540-70977-0 https://doi.org/10.1007/978-3-540-70977-0)
Vladimir A. Akopyan, Arkady N. Soloviev, Ivan A. Parinov, Sergey N. Shevtsov. Definition of Constants for Piezoceramic Materials. New York: Nova Science Publishers. 2010. - 205 p. ISBN 978-1-60876-350-4 https://www.researchgate.net/publication/265816324_Definition_of_constants_for_piezoceramic_materials
Паринов И. А. Сверхпроводники и сверхпроводимость. Словарь-справочник. Т. 1. Получение и эксперимент. Ростов-на-Дону: Изд-во Южного федерального университета. 2008. - 718 с. ISBN 978-5-9275-0462-6 https://www.iprbookshop.ru/47124.html
Паринов И. А. Сверхпроводники и сверхпроводимость. Словарь-справочник. Т. 2. Теория и свойства. Ростов-на-Дону: Изд-во Южного федерального университета. 2008. - 924 с.  ISBN 978-5-9275-0463-3 https://rucont.ru/efd/637296
Паринов И. А. Сверхпроводники и сверхпроводимость. Словарь-справочник. Т. 3. Применения и перспективы. Ростов-на-Дону: Изд-во Южного федерального университета. 2010. - 862 с. ISBN 978-5-9275-0461-6 https://start.rucont.ru/efd/223836
Паринов И. А. Микроструктура и свойства высокотемпературных сверхпроводников. Ростов-на-Дону: Изд-во Ростовского государственного университета. 2004, в 2-х томах, 783 с. ISBN 5-9275-0223-7 и ISBN 5-9275-0224-5. https://www.elibrary.ru/item.asp?id=19446889